# Bomabarbett
Bomabarbett (Trachyphonus darnaudii) är en fågel i familjen afrikanska barbetter inom ordningen hackspettartade fåglar.

## Utbredning och systematik
Bomabarbetten delas in i fyra underarter med följande utbredning:
- T. d. darnaudii – förekommer i sydöstra Sydsudan, sydvästra Etiopien, nordöstra Uganda och västra centrala Kenya
- T. d. boehmi – förekommer från södra och östra Etiopien till södra Somalia, östra Kenya och nordöstra Tanzania
- T. d. emini – förekommer i norra och centrala Tanzania (österut till Dar es Salaams förorter)
- T. d. usambiro – förekommer i sydvästra Kenya och nordvästra Tanzania

## Status
IUCN bedömer hotstatus för underarterna emini, usambiro och övriga underarter var för sig, alla tre grupper som livskraftiga.

## Namn
Fågelns vetenskapliga artnamn hedrar Joseph-Pons d’Arnaud Bey (1811-1884), överstelöjtnant och fransk civilingenjör verksam i Egypten 1831 (där han fick titeln "Bey" av Mehmet Ali Pasha) samt upptäcktsresande i Sudan och Abessinien 1839-1860.

## Bilder

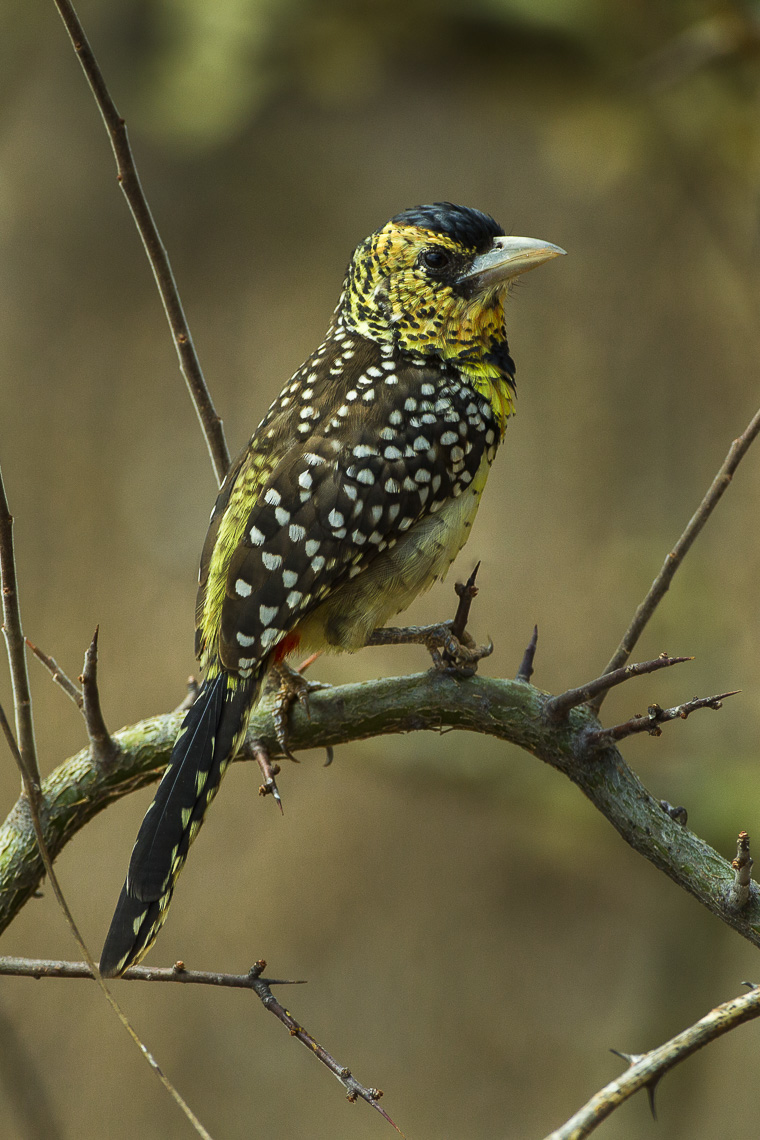
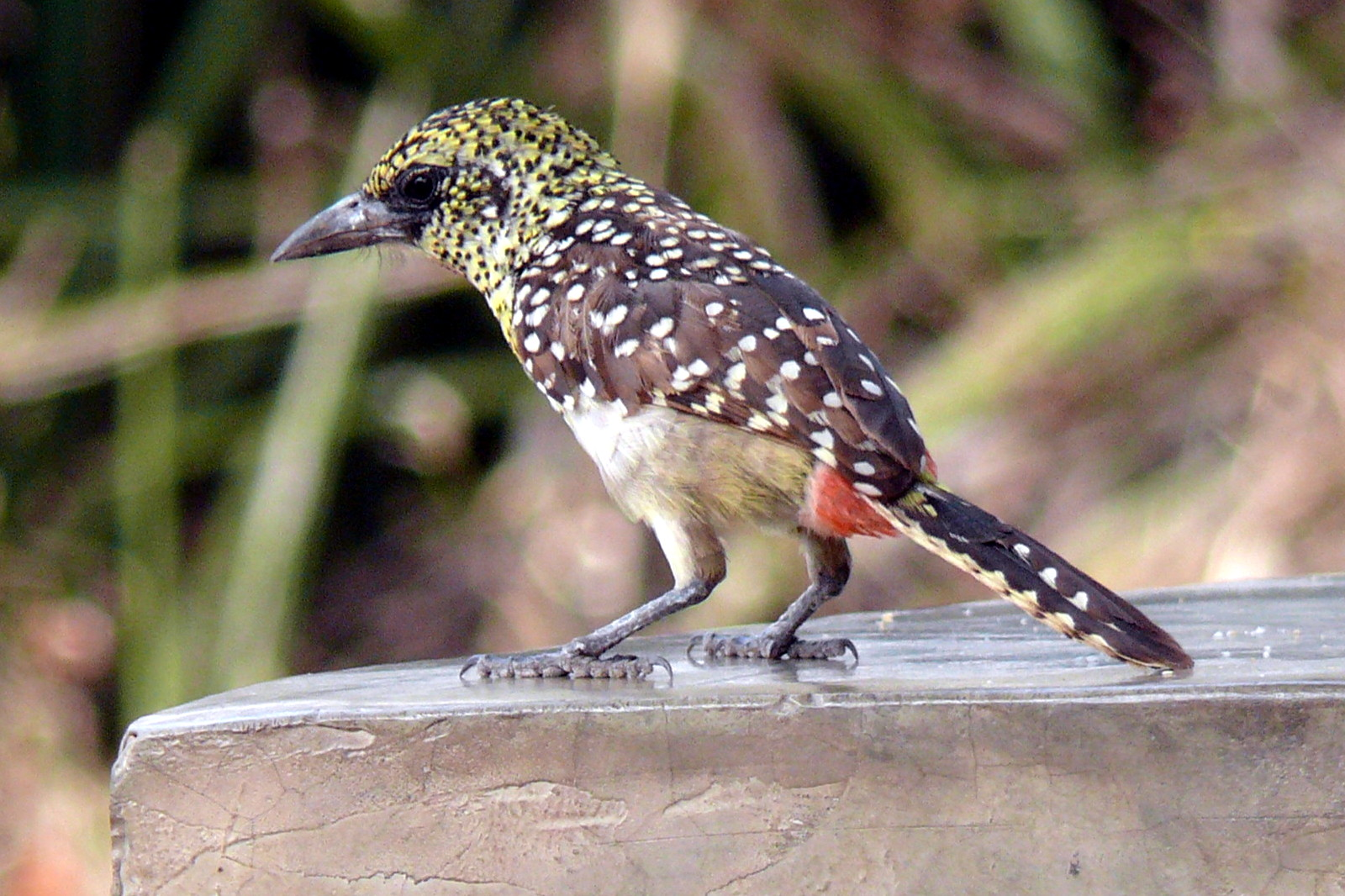
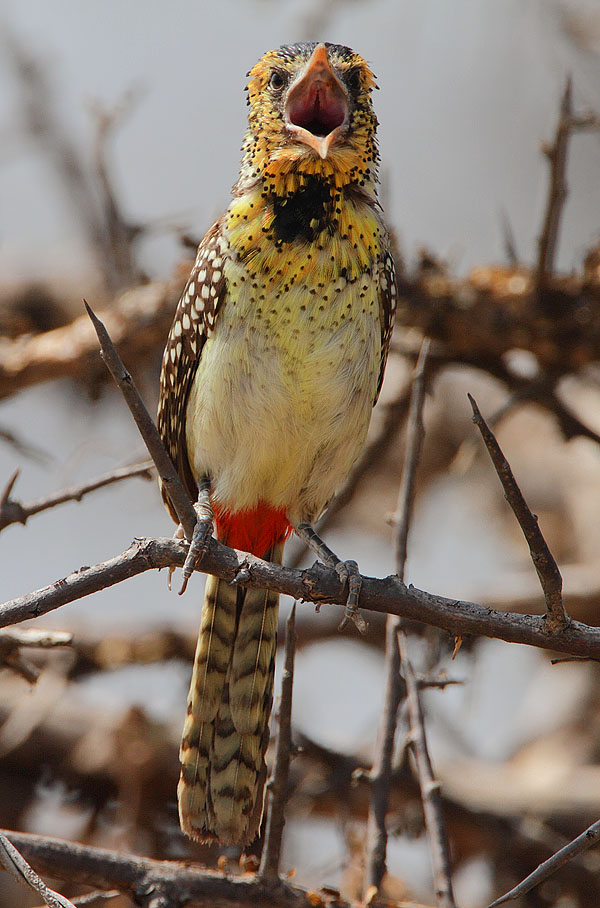